# Pływanie na Igrzyskach Śródziemnomorskich 1963
Zawody pływackie na Igrzyskach Śródziemnomorskich 1963 odbyły się we wrześniu w Neapolu.

## Tabela medalowa
| Poz. | Państwo    |   |   |   | Razem: |
| ---- | ---------- | - | - | - | ------ |
| 1.   | Włochy     | 3 | 4 | 1 | 8      |
| 2.   | Francja    | 3 | 3 | 0 | 6      |
| 3.   | Hiszpania  | 2 | 1 | 5 | 8      |
| 4.   | Jugosławia | 0 | 1 | 1 | 2      |
|      | Razem:     | 8 | 9 | 7 | 24     |

## Wyniki
| konkurencja                        | złoto                                                                        | złoto   | srebro                                                                                 | srebro  | brąz                                                                       | brąz    |
| ---------------------------------- | ---------------------------------------------------------------------------- | ------- | -------------------------------------------------------------------------------------- | ------- | -------------------------------------------------------------------------- | ------- |
| 100 m stylem dowolnym              | Alain Gottvallès · Francja                                                   | 56,3    | Massimo Borracci · Włochy                                                              | 57,2    | José Miguel Espinosa · Hiszpania                                           | 57,6    |
| 400 m stylem dowolnym              | Francis Luyce · Francja                                                      | 4:31.9  | Veljko Rogošic · Jugosławia                                                            | 4:33.6  | Juan Fortuny · Hiszpania                                                   | 4:34.6  |
| 1500 m stylem dowolnym             | Miguel Torres · Hiszpania                                                    | 17:59.3 | Francis Luyce · Francja                                                                | 18:16.7 | Veljko Rogošic · Jugosławia                                                | 18:18.7 |
| 200 m stylem grzbietowym           | Jesús Cabrera · Hiszpania                                                    | 2:21.2  | Claude Raffy · Francja                                                                 | 2:21.7  | Dino Rora · Włochy                                                         | 2:21.9  |
| 200 m stylem klasycznym            | Cesare Caramelli · Włochy                                                    | 2:40.8  | Nazario Padrón · Hiszpania · Maurizio Giovannini · Włochy                              | 2:44.5  | ----                                                                       |         |
| 200 m stylem motylkowym            | Federico Dennerlein · Włochy                                                 | 2:18.7  | Giampiero Fossati · Włochy                                                             | 2:20.5  | Joaquín Pujol · Hiszpania                                                  | 2:20.9  |
| Sztafeta 4 × 200 m stylem dowolnym | Gèrard Gropaiz · Francis Luyce · Jean Pommat · Jean Curtillet · Francja      | 8:28.3  | Giovanni Orlando · Pierpaolo Spangaro · Massimo Borracci · Sergio De Gregorio · Włochy | 8:28.5  | Juan Fortuny · Antonio Codina · Juan Martínez · Miguel Torres · Hiszpania  | 8:41.9  |
| Sztafeta 4 × 100 m stylem zmiennym | Dino Rora · Cesare Caramelli · Giampiero Fossati · Massimo Borracci · Włochy | 4:13.2  | Robert Christophe · Georges Kiehl · Jean Pommat · Alain Gottvallès · Francja           | 4:15.1  | Jesús Cabrera · Nazario Padrón · Joaquín Pujol · José Espinosa · Hiszpania | 4:17.1  |